# Neue Mozart-Ausgabe

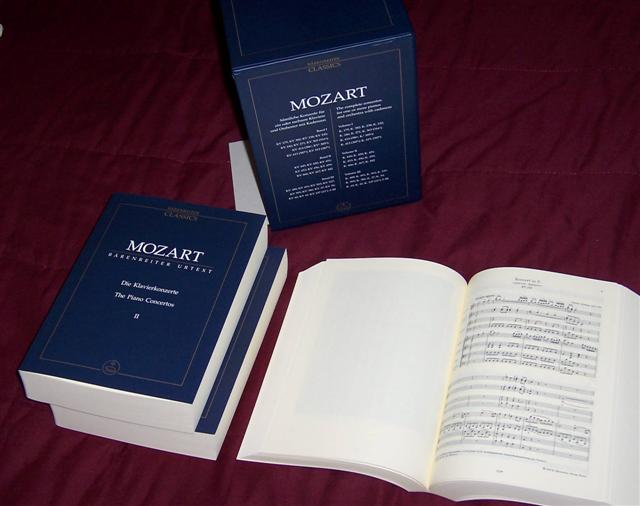
Tutti i concerti di Mozart per pianoforte nella Neue Mozart-Ausgabe; 3 volumi in brossura ristampati nel 2006 dall'editore Bärenreiter.

La Neue Mozart-Ausgabe (abbreviata come NMA; in italiano Nuova Edizione Mozart) è l'edizione critica di tutte le opere di Wolfgang Amadeus Mozart (1756–1791). Il titolo completo recita Wolfgang Amadeus Mozart: Neue Ausgabe sämtlicher Werke (in italiano Wolfgang Amadeus Mozart: Nuova Edizione di tutte le opere). Essa fa seguito a quella che oggi viene talvolta definita come Alte Mozart-Ausgabe (Vecchia Edizione Mozart), pubblicata dalla casa editrice Breitkopf & Härtel fra il 1877 e il 1883 (con supplementi fino al 1910).

## Contenuto
La Neue Mozart-Ausgabe, che viene pubblicata a partire dal 1954 dalla casa editrice Bärenreiter (Kassel, Basilea, Londra, New York, Praga), si basa su tutte le fonti disponibili - in primo luogo sugli autografi di Mozart - per fornire ai ricercatori un testo musicale irreprensibile dal punto di vista scientifico. Essa costituisce inoltre la base sulla quale i musicisti possono fondarsi per realizzare esecuzioni filologicamente corrette: la moderna prassi esecutiva delle opere di Mozart non sarebbe neppure concepibile senza la Neue Mozart-Ausgabe.
Le serie principali (dalla I alla IX, apparse fra il 1956 e il 1991) comprendono praticamente tutto il corpus delle opere di Mozart, mentre i volumi dei supplementi (la serie X, la cui pubblicazione è terminata nel 2007) mettono in luce aspetti finora poco considerati della produzione mozartiana, come ad esempio la sua attività come insegnante o come rielaboratore di composizioni altrui.
L'edizione, che consta di circa 130 volumi, presenta le opere divise in 35 gruppi, che compongono 10 serie. All'interno di ciascun gruppo le opere sono collocate in ordine cronologico. Schizzi, abbozzi e frammenti delle singole composizioni si trovano nell'appendice del relativo volume. Oltre alla stampa della partitura, ciascun volume contiene un'ampia introduzione, nonché alcune riproduzioni fotografiche delle fonti. Inoltre, per ciascun volume esiste una relazione critica (Kritischer Bericht) separata.
La redazione della Neue Mozart-Ausgabe si trova presso l'Internationale Stiftung Mozarteum a Salisburgo ed è sostenuta inoltre dalla Deutsche Mozart-Gesellschaft.